# Hyalinetta megaspila
Hyalinetta megaspila là một loài bướm đêm trong họ Geometridae.